# (18286) Kneipp
Pour les articles homonymes, voir Kneipp.
(18286) Kneipp est un astéroïde de la ceinture principale.

## Description
(18286) Kneipp est un astéroïde de la ceinture principale. Il fut découvert le 27 octobre 1973 à Tautenburg par Freimut Börngen. Il présente une orbite caractérisée par un demi-grand axe de 2,42 UA, une excentricité de 0,15 et une inclinaison de 3,3° par rapport à l'écliptique.

## Compléments